# Kostel svaté Markéty (Kašperské Hory)
Kostel svaté Markéty (původně svatého Linharta) v Kašperských Horách je arciděkanský farní kostel římskokatolické kašperskohorské farnosti. Nachází se na náměstí města Kašperské Hory a tvoří jeho dominantu. Kostel je chráněn jako kulturní památka České republiky.

## Historie

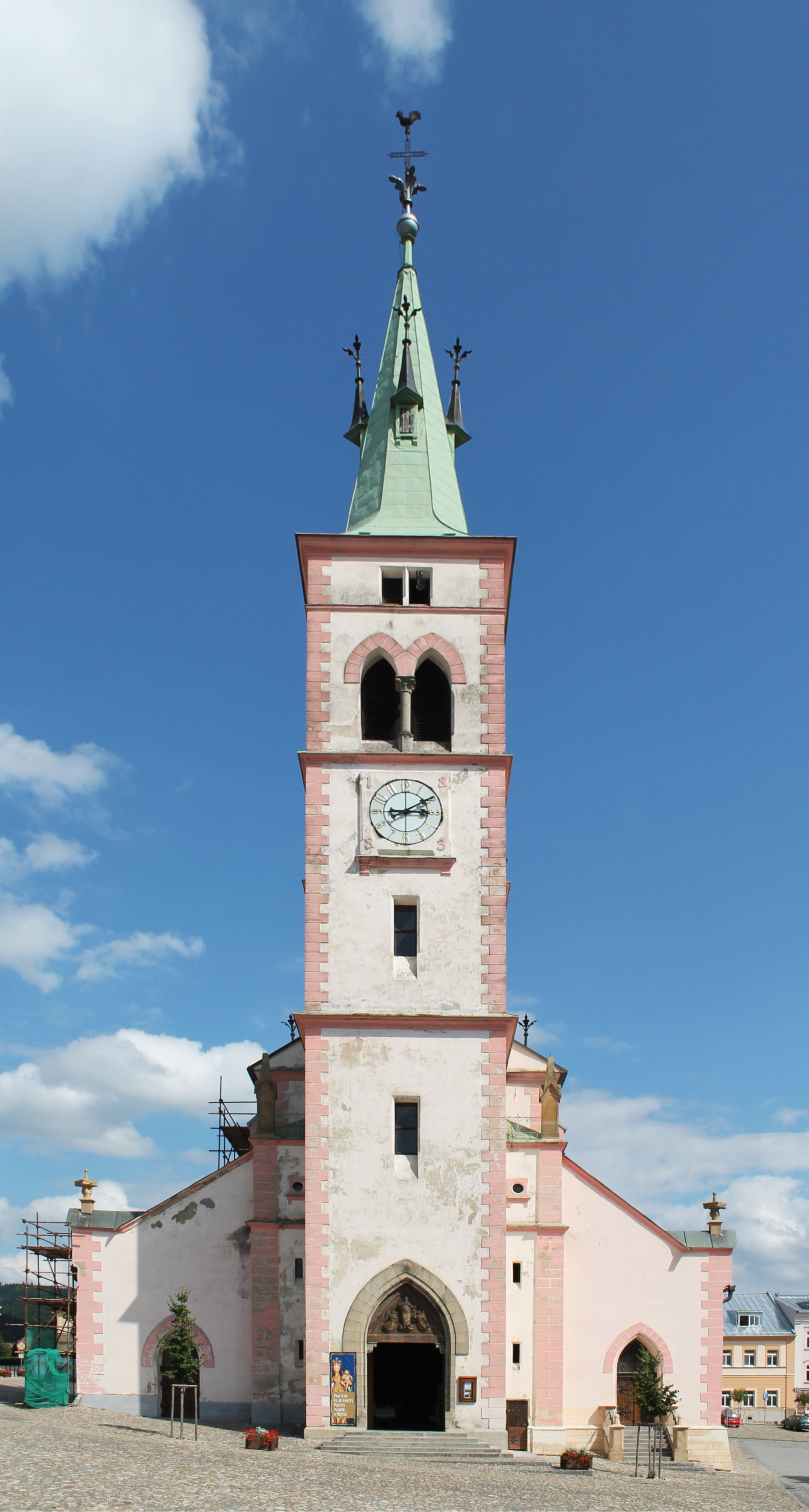
Věž se vstupem

Kostel vznikl ve 2. polovině 14. století jako gotická bazilika a původně byl zasvěcen svatému Linhartovi. Jednalo se o trojlodní chrám s jednou věží v průčelí, s dlouhým presbytářem s pětibokým závěrem a s vnějšími opěráky. Zachovalo se z něj obvodové zdivo presbytáře s opěráky, zdivo sakristie a bočních lodí kostela. Částečně jsou dochované gotické klenby v presbytáři a v obou bočních lodích. Od vzniku kostela stála nad sakristií dnes již neexistující věž.
Kostel byl opravován roku 1597 a 1698, kdy procházela přestavbou i původní kostelní věž.
Roku 1773 vznikl požár, který v kostele poničil krov, klenbu a presbytář. Po něm dostala hlavní loď valenou klenbu, klenby v bočních lodích jsou křížové s žebry.
V roce 1863 došlo k dalšímu požáru, při kterém kostel vyhořel, ale škody nabyly mnohem většího rozsahu než při předchozím neštěstí, následně byla zbourána i kostelní věž. Nová byla vystavěna roku 1883, zároveň byl vnějšek upraven v novogotickém slohu. Interiér kostela byl roku 1898 vymalován Ferdinandem Heisererem z Vídně.
V roce 2021 byly pro kostel zvonařem Petrem Rudolfem Matouškem v nizozemském Astenu odlity tři zvony, které na věži doplnily dva ze 16. století.

## Interiér

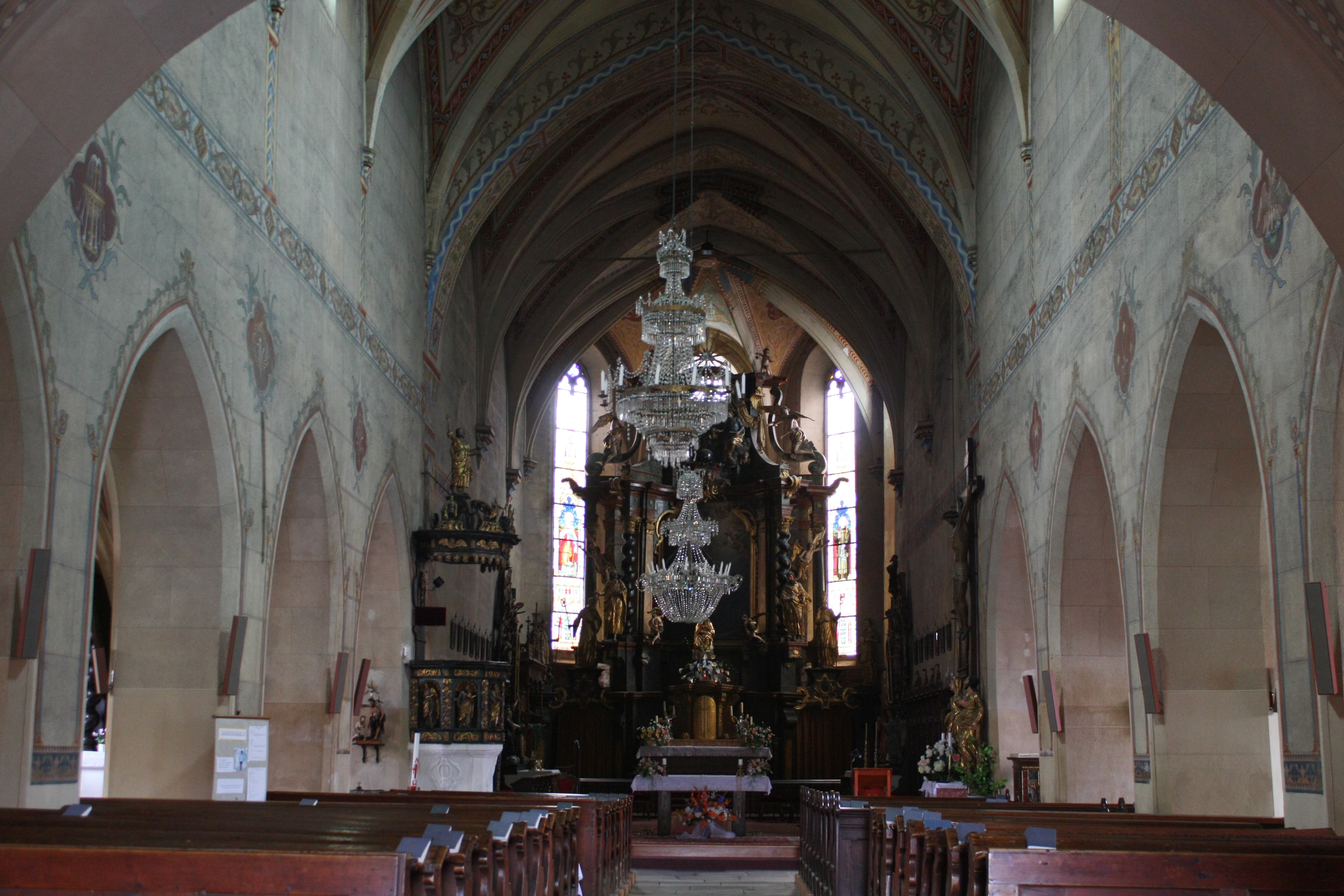
interiér kostela

Vnitřní zařízení je z počátku 18. století, na bočním oltáři je socha Panny Marie ze 16. století. V kostele je deskový malovaný epitaf z roku 1627, lidová křížová cesta, malovaná na skle je z 19. století. Gotická kamenná křtitelnice a náhrobky ze 16. a 18. století.

## Stavební podoba
Na náměstí Kašperských Hor se rozkládá trojlodní bazilika s polygonálně zakončeným presbytářem s opěrnými pilíři. Presbytář a obě boční lodě jsou zaklenuty křížovou žebrovou klenbou, která se v závěru presbytáře mění na klenbu paprsčitou. Presbytář je od lodi dělen hrotitým vítězným obloukem. Dnes můžeme v hlavní lodi sledovat zaklenutí křížovou klenbou bez žeber. Lodě jsou odděleny lomenými arkádami, které jsou drženy hranolovitými pilíři. Na západní straně hlavní lodi se nachází kruchta s varhany. Sakristie je postavena tak, že svým umístěním navazuje na severní boční loď. Podobně je členěna i loď na jižní straně, kde je namísto sakristie postavena márnice. Na západním průčelí kostela stojí dominantní pětipatrová věž. Do kostela vede několik vstupních portálů, které jsou umístěny na severní i jižní boční lodi. Hlavní hrotitý portál se nachází v přízemí věže na západním průčelí kostela. Na střeše kostela se nad presbytářem nachází osmiboký sanktusník.